# Vieja Trova Santiaguera
La Vieja Trova Santiaguera (Casa della Trova di Santiago) è un gruppo musicale cubano costituitosi nel 1994 grazie all'impegno del musicista e compositore Enrique Bonne che riuscì a mettere insieme una formazione di vecchi trovadores, teoricamente in pensione ma effettivamente ancora in attività, i quali avrebbero dovuto partecipare alla realizzazione di un documentario sulla musica locale.

## Storia del gruppo
Inizialmente il gruppo era formato da: 
- Rey Caney (Reinaldo Hierrezuelo la O), voce solista, chitarra, flauto, tres) (Santiago di Cuba, 30 dicembre 1926);
- Pancho Cobas (Francisco Cobas la O, chitarra) (Siboney, 1º aprile 1913);
- Reinaldo Creagh (Cirilo Reinaldo Creagh Veranes, voce solista e claves) (Santiago di Cuba, 9 luglio 1918);
- Artistóteles Limonta (Artistóteles Raimundo Limonta, contrabbasso e voce) (Santiago di Cuba, 15 marzo 1913);
- Amado Machado (maracas, seconda voce).

Tutti i componenti del quintetto, di età media di 80 anni, erano esperti musicisti provenienti da bande popolari molto accreditate, quali il Cuarteto Patria, El Duo de Los Compadres e la Estudiantina Invasora, e riuscirono a rappresentare perfettamente l'essenza della tradizione cubana miscelando generi musicali come son, bolero, guaracha e congas. Erano in grado di eseguire l'intero repertorio della trova, tracciando in pratica oltre un secolo di storia della musica cubana.
Grazie alla loro bravura furono ben presto conosciuti e apprezzati dalla comunità internazionale infatti, già nel 1995, fecero una tournée in Europa - suonando in Francia, Germania e Spagna - replicata poi anche l'anno successivo.
Dopo la pubblicazione del terzo disco, tra il 1996 e il 1997, Amado Machado e Pancho Cobas, ormai entrambi assai vecchi, furono costretti ad abbandonare il gruppo; vennero sostituiti da due loro vecchi amici: 
- Ricardo Ortíz (Ricardo Ortíz Verdecia, voce solista, güiro, tromba, maracas) (El Cristo, nei dintorni di Santiago di Cuba, 1934 o 1935) e
- Manuel Galban Torralbas (chitarra, voce).

Nel 1998 venne realizzato Lágrimas Negras, un film-documentario sulla loro attività.

## Discografia
- 1994 - Vieja Trova Santiaguera (NubeNegra/Intuition)
- 1995 - Gusto y Sabor (NubeNegra/Intuition)
- 1996 - Hotel Asturias (NubeNegra)
- 1998 - La Manigua (Virgin)
- 2000 - Domino (Virgin)
- 2001 - Pura Trova (The Best Of Vieja Trova Santiaguera), 2 cd (Nubenegra/Intuition)
- 2002 - El Balcón del Adiós (Virgin)